# Cesare Cantù
Cesare Cantù, magyarosan Cantu Cézár (Brivio, 1804. december 5. – Milánó, 1895. március 11.) olasz történettudós.

## Élete
A lombardiai Brivioban született. Eleinte papnak készült, de még fölszentelése előtt kilépett az egyházi rendből, és a tanítói pályára lépett. Korán összeköttetésbe került Alessandro Manzonival, az olasz romantikus iskola fejével, aki hatást gyakorolt a fiatal tanár fejlődésére. Cantù első önálló munkája egy Algisa o la lega lombarda című elbeszélő költemény volt (1825), amelyet nem sokkal ezután egy Storia di Como című történeti mű követett. Cantù írói működése élete során végig a szépirodalom és a történetírás között oszlott meg, habár terjedelemre és értékre nézve legmaradandóbb alkotásai az utóbbi körébe tartoznak. Történeti mű tehát a Ragionamenti sulla storia lombarda nel secolo XVII. (1832–1833), amelyet az osztrák kormány túlságosan szabadelvűnek tartván a fiatal tudóst bebörtönöztette. Fogsága alatt írta meg Cantù Manzoni Jegyeseinek hatása alatt Margherita Pusterla című történeti regényét, amely népszerűségégben szinte versenyre kelt híres mintaképével. Hatalmas világtörténeti műve a Storia universale, amelynek első kötete 1838-ban – 35-ik, utolsó kötete pedig tíz évvel később jelent meg. A Storia universalet francia, angol, német, és magyar nyelvre (Cantu Cézár világtörténelme) is hamarosan lefordították. A komoly tudományos háttérrel megírt nagy művet erős katolikus szellemiség hatja át; adatai azonban – elsősorban az újabb kori eseményekre nézve – nemritkán teljesen tévesek. Nem fogadták kedvezően 6 kötetes Storia degli Italianaját (1854), ellenben a Giuseppe Pariniról írt irodalomtörténeti monográfiájával (1854), illetve Erasmo e la Riforma in Italiajával ismét népszerűséget szerzett magának. Olasz irodalomtörténete (Storia delle letter. ital.) rendkívüli alapossággal tárgyalja anyagát, csak a felekezeti szempontok ragadják olykor igazságtalan ítéletekre a szerzőt. Egyéb művei: Storia dei cent' anni 1750–1850, Gli eretici in Italia, Italiani illustri, Caracteri storici; számos ifjúsági és népies írás, így: Letture giovanili; Il galantuomo; Il portafoglio di un operajo stb., végül Manzoniról írott Reminiscenze-i. Késői műve a L'abbate Parini e la Lombardia nel secolo pass.
Cantù gazdag munkásságú élet után, 91. életévében hunyt el 1895-ben Milánóban.

## Magyarul
- Világtörténelem, 1-17.; ford. Gyurits Antal; Szent István Társulat, Pest–Eger, 1856–1881
- Kor- és betűrendi mutató Cantu Caesar Világtörténelméhez; Szent István Társulat, Eger, 1877